# Oberdirektion der Deutschen Eisenbahnen der französisch besetzten Zone
Die Oberdirektion der Deutschen Eisenbahnen der französisch besetzten Zone (ODE) war ein erster Versuch der Französischen Besatzungsmacht, nach dem Ende des Zweiten Weltkriegs die Eisenbahnen in ihrer Besatzungszone zentral und einheitlich zu organisieren.

## Vorgeschichte
Die französische Besatzung übernahm ihre am 28. Juli 1945 eingerichtete Zone und damit auch die darin gelegenen Reste der Deutschen Reichsbahn vom amerikanischen Militär, das am Ende des Krieges zunächst auch die Gebiete des Deutschen Reichs militärisch besetzt hatte, aus denen die Zone gebildet wurde.
Die französische Besatzung richtete für die Aufsicht über die Bahnen das Détachement d’Occupation des Chemins de fer Français (DOCF) ein, zunächst ausschließlich eine Kontroll- und Eisenbahnaufsichtsbehörde. In der Praxis lag, bedingt durch die Kriegszerstörungen, der Eisenbahnbetrieb weitgehend still. Für Wiederaufbau und -inbetriebnahme musste die französische Besatzung auf die verbliebenen deutschen Strukturen zugreifen. Da mit dem faktischen Untergang des Deutschen Reiches auch die Oberste Verwaltungsebene der Reichsbahn entfallen war, verblieben als höchste Ebene der Eisenbahnverwaltung die Reichsbahndirektionen. In der französischen Besatzungszone waren das:
- die Reichsbahndirektion Karlsruhe (für die Eisenbahnen in Südbaden und Württemberg-Hohenzollern),
- die Reichsbahndirektion Mainz (für die Eisenbahnen in Rheinhessen, der Pfalz und den französisch besetzten Gebieten rechts des Rheins im Westerwald und im Lahntal) und
- die Reichsbahndirektion Saarbrücken für den südlichen Bereich der ehemaligen preußischen Rheinprovinz.

Die Besatzungsmacht organisierte Wiederaufbau und -inbetriebnahme der Eisenbahn deshalb zunächst über diese drei, nun „Eisenbahndirektionen“ genannten, Behörden, die keine gemeinsame Spitze hatten, sondern denen nur das DOCF als Aufsicht übergeordnet war: Sowohl in den Eisenbahndirektionen als auch in den mittleren Dienststellen saßen Mitarbeiter des DOCF, um die deutschen Eisenbahner zu kontrollieren.
Diese Struktur führte zu erheblichen Reibungsverlusten, da jede der Direktionen mit den ihr örtlich zur Verfügung stehenden Mitteln improvisierte und versuchte, den Betrieb wieder in Gang zu bringen: Die drei Direktionen drohten sich auseinander zu entwickeln, was auch dem Interesse der französischen Besatzungsmacht widersprach. Auch sie war auf eine möglichst bald wieder funktionierende Eisenbahn angewiesen.

## Gründung
Im Herbst 1945 hielt die französische Besatzungsmacht deshalb eine gemeinsame Spitze für die drei Direktionen für erforderlich. Die Präsidenten der drei Direktionen unterbreiteten dazu dem Chef des DOFC Mitte Oktober einen gemeinsamen Vorschlag. Ab dem 17. Dezember 1945 wurde in Speyer, wo auch das DOCF seinen Sitz hatte, damit begonnen, eine Oberdirektion der Deutschen Eisenbahnen der französisch besetzten Zone einzurichten. Der frühere Präsident der Reichsbahndirektion Karlsruhe, Dr. Max Rosner, wurde am 4. Januar 1946 zum „Oberpräsidenten“ ernannt und am 8. Januar 1946 nahm die Behörde ihre Arbeit auf.

## Ende
Das Projekt der ODE scheiterte allerdings schon im Frühjahr 1946. Die DOFC enthob am 27. Mai 1946 Dr. Rosner mit sofortiger Wirkung vom Dienst, ohne einen Nachfolger zu benennen.
Mit Nôte No. 8 des DOCF vom 13. Juni 1946 wurde die Leitung der Eisenbahn neu geregelt: Die ODE wurde aufgelöst und der Chef des DOCF nahm die Leitung der Bahn in die eigene Hand: Aus der Aufsichtsbehörde DOCF wurde so selbst eine „Oberdirektion“.
Die deutsche Kompetenz sollte erhalten werden, indem zugleich das Verbindungsamt der deutschen Eisenbahnen der französisch besetzten Zone (VADE) – ebenfalls in Speyer – geschaffen wurde, eine Fachbehörde, die gegenüber den drei Eisenbahndirektionen kein Weisungsrecht besaß, sondern ausschließlich das DOFC beraten sollte. In der Praxis der folgenden Zeit war es allerdings so, dass das VADE durch das DOFC zunehmend mit den Aufgaben einer „Oberdirektion“ betraut wurde.